# Apalus guerini
Apalus guerini là một loài bọ cánh cứng trong họ Meloidae. Loài này được Mulsant miêu tả khoa học năm 1858.